# Громович, Павел Маркович
Павел Маркович Громович (1930—1983) — советский партийный и государственный деятель, председатель Иркутского горисполкома (1980—1982).

## Биография
Образование высшее.
С начала 1960-х годов на партийной работе. В 1964—1967 годах секретарь Ангарского горкома КПСС.
В 1967—1976 годах — председатель Ангарского горисполкома. За период его руководства население Ангарска увеличилось со 180 до 230 тысяч человек.
В 1976—1980 годах — 1-й секретарь Усольского горкома КПСС (Усолье-Сибирское).
С 26 февраля 1980 года по 11 мая 1982 года — председатель Иркутского горисполкома. Освобождён от должности по состоянию здоровья.

## Награды
- Орден Трудового Красного Знамени
- «Орден «Знак Почёта»» (дважды)
- Медаль «За доблестный труд. В ознаменование 100-летия со дня рождения В. И. Ленина»
- Медаль «60 лет Вооруженных сил СССР»